# Lies Jans
Pour les articles homonymes, voir Jans (homonymie).
Lies Jans, née le 20 janvier 1974 à Anderlecht est une femme politique belge flamande, membre de la N-VA.
Elle est licenciée en sociologie (VUB).
Elle fut chef de service environnement à Diepenbeek (1998 - 2004);
secrétaire de CPAS à Diepenbeek (2005 - ).

## Fonctions politiques
- 2006-2009 : conseillère provinciale province de Limbourg
- députée au Parlement flamand :
  - depuis le 7 juin 2009
    - sénatrice communautaire depuis 2013